# 979
Évszázadok: 9. század – 10. század – 11. század
Évtizedek: 920-as évek – 930-as évek – 940-es évek – 950-es évek – 960-as évek – 970-es évek – 980-as évek – 990-es évek – 1000-es évek – 1010-es évek – 1020-as évek
Évek: 974 – 975 – 976 – 977 –  978 – 979 – 980 – 981 – 982 – 983 – 984

## Események
- június 8. – Lothár nyugati frank király társkirályává koronáztatja fiát, V. (Henye) Lajost.
- Létrejön Tynwald, a Man-sziget parlamentje.
- Adud ad-Daula fárszi és iraki emír döntő győzelmet arat a moszuli Hamdánidák felett, akik el is vesztik itteni emírségüket.